# Cantonul Châteauroux-Ouest
Cantonul Châteauroux-Ouest este un canton din arondismentul Châteauroux, departamentul Indre, regiunea Centru, Franța.

## Comune
- Châteauroux (parțial, reședință)
- Niherne
- Saint-Maur
- Villers-les-Ormes